# كونغوسي
كونغوسي هي مدينة تقع في محافظة بام، بوركينا فاسو وهي تبعد عن العاصمة واغادوغو حوالي 125 كم.